# Leptodactylus poecilochilus
Leptodactylus poecilochilus là một loài ếch thuộc họ Leptodactylidae.
Loài này có ở Colombia, Costa Rica, Panama, Venezuela, và có thể cả Nicaragua.
Môi trường sống tự nhiên của chúng là đồng cỏ khô nhiệt đới hoặc cận nhiệt đới vùng đất thấp, đồng cỏ nhiệt đới hoặc cận nhiệt đới vùng ngập nước hoặc lụt theo mùa, hồ nước ngọt có nước theo mùa, đầm nước ngọt, đầm nước ngọt có nước theo mùa, vùng đồng cỏ, ao, và kênh đào và mương rãnh.